# Rashid Masih
Rashid Masih o Arshed Masih (Pakistán, 1972 − 23 de marzo de 2010) fue un cristiano pakistaní quemado vivo por extremistas musulmanes por haber rehusado convertirse al islam.
Masih se ha vuelto un símbolo de la resistencia de los cristianos del Panyab a la persecución de que son objeto por la mayoría musulmana.
Desde 2005, Masih trabajaba como conductor y su esposa como sirvienta en casa de un influyente hombre de negocios pakistaní, Sheikh Mohammad Sultán, al que se considera instigador de los ataques. Sheik Sultán se encontraba desairado por las continuas negativas de Rashid Masih y su esposa a sus invitaciones para cambiar de religión. Las tensiones se agravaron cuando Sultán denunció el hurto de 500.000 rupias pakistaníes (unos 4000 euros) y sugirió la implicación en el mismo del matrimonio Masih. Aunque Rashid y Martha no figuraban como sospechosos en el primer informe de la policía, Sultán les ofreció archivar el caso si se convertían al islam o atenerse a las consecuencias si no lo hacían, advirtiendo sobre la posibilidad de que «no volverían a ver a sus hijos». Rashid rechazó de nuevo la oferta y se mantuvo firme en su fe.
El 23 de marzo de 2010 ―después de varios días de agonía― Rashid murió debido a las quemaduras, con quemaduras en el 80% del cuerpo. La esposa de Rashid, Martha Masih, también cristiana, fue violada por oficiales de la policía en la comisaría donde la pareja fue conducida el 19 de marzo de 2010 para prestar declaración. Sus hijos, de entre 7 y 12 años, fueron obligados a presenciar la violación.
Este incidente de violencia, como los de Latif Masih o Asia Bibi, se inscribe en la persecución que desde 2009 están sufriendo las comunidades cristianas y otras minorías religiosas pakistaníes por parte de militantes islámicos vinculados con Al-Qaida y grupos talibán. Los cristianos constituyen, en la actualidad, menos del 5% de la población de Pakistán (175 millones de personas).

## Otra versión de los hechos
Según Aqeel Masih, hermano de Rashid Masih, el 9 de marzo de 2010, cuatro empresarios musulmanes ―molestos por el hecho de que un cristiano tuviera éxito en la actividad empresarial― se acercaron a la casa de Masih para «hablar de negocios». Le exigieron que abrazara la fe islámica. Como Masih no accedió, lo torturaron y golpearon con barras de hierro. Según el informe forense, en el cuerpo de Masih aparecieron más de 24 heridas graves.
Una ONG, el European Centre for Law and Justice, organización defensora de los Derechos Humanos con sede en Estrasburgo, hizo posible llevar a juicio a los cuatro involucrados.